# Заїченко
Заї́ченко — село Сартанської селищної громади Маріупольського району Донецької області України. Відстань до Новоазовська становить близько 23 км і проходить переважно автошляхом Т 0519.
11 лютого 2015 українська артилерія знищила блокпост бойовиків поблизу села Заїченко.
Унаслідок російської військової агресії із серпня 2014 р. Заїченко перебуває на тимчасово окупованій території.

## Населення
За даними перепису 2001 року населення села становило 311 осіб, із них 16,08 % зазначили рідною мову українську та 82,96 % — російську.